# Jean Ier de Bourbon
Pour les articles homonymes, voir Jean Ier.
Jean Ier, né en 1381, mort à Londres le 5 février 1434, fut comte de Clermont du vivant de son père, puis duc de Bourbon et comte de Forez de 1410 à 1434.

## Biographie
Jean Ier était fils de Louis II, duc de Bourbon, et d'Anne, dauphine d'Auvergne, comtesse de Forez.
Nommé capitaine général du Languedoc en 1404, il attaqua les Anglais dans le Limousin et leur prit plusieurs forteresses. D’abord partisan de Jean sans Peur, il le désavoua après le meurtre de Louis d’Orléans (1407) et se rapprocha des Armagnacs, devenant un farouche adversaire du duc de Bourgogne. La guerre civile entre Armagnacs et Bourguignons battit son plein contre la Bourgogne en 1411, et il perdit Clermont-en Beauvaisis pendant quelque temps. 
La paix signée en 1412, il débarrassa l’Île-de-France des bandes de routiers. En 1414, la guerre reprit de plus belle, interrompue par l’invasion anglaise. Jean Ier de Bourbon combattit à Azincourt (1415), 
et y fut fait prisonnier. Il fut retenu prisonnier à Londres jusqu’à sa mort.
Jean Ier imita Charles V et simplifia le semé de lys sur ses armoiries en réduisant leur nombre à trois, en l'honneur de la Trinité.

## Mariages et descendance

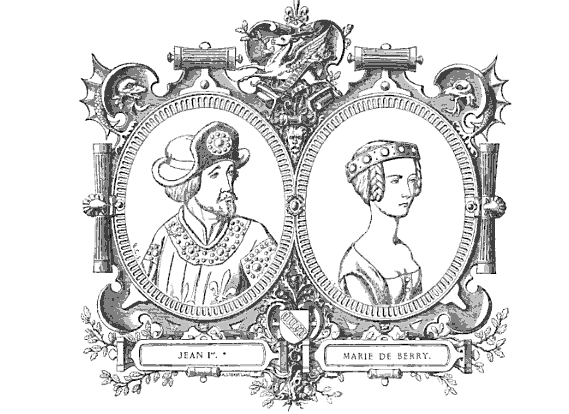
Jean Ier et Marie de Berry.

Il épouse à Paris le 24 juin 1400 Marie de Berry (1375 † Lyon juin 1434), duchesse d’Auvergne et comtesse de Montpensier, fille de Jean de France duc de Berry et de Jeanne d’Armagnac, et eut :
- Charles Ier (Clermont en Beauvaisis septembre 1401- Moulins 4 décembre 1456), duc de Bourbon
- Isabelle (1402/1403 - Villefranche/Saône 1419)
- Marie (1405 - morte jeune)
- Jean (23 décembre 1406-1412), comte de Forez
- Louis Ier (1409 † février 1486), comte de Montpensier

Il eut également plusieurs enfants illégitimes :
- Jean (v.1413-1485), comte de Velay, évêque du Puy, abbé de Cluny, prieur de Saint-Rambert en Forez[1]
- Alexandre, bâtard de Bourbon qui a formé une bande d'écorcheurs[2] après le traité d'Arras. Il a été condamné à être cousu dans un sac et noyé à Bar-sur-Aube par ordre du roi en 1440[3]
- Gui, bâtard de Bourbon. Il attaque le Limousin en 1435 avec son beau-frère Rodrigue de Villandrando. Il est mort en 1442.
- Edmée
- Marguerite mariée en 1436 à Rodrigue de Villandrando, comte de Ribaldo.